# Засип
Засип (словен. Zasip) — поселення в общині Блед, Горенський регіон, Словенія. Висота над рівнем моря: 556,4 м.